# 3월 11일
3월 11일은 그레고리력으로 70번째(윤년일 경우 71번째) 날에 해당한다.

## 사건
- 527년 - 신라가 불교를 공인하다.
- 1862년 - 남북 전쟁: 남군의 스톤월 잭슨, 북군의 압력으로 쉐넌도오 계곡의 전초기지인 윈체스터에서 철수하여 45마일 남쪽의 마운트 잭슨으로 이동. 당시 병력은 보병 3,600명, 포병 600명
- 1967년 - 인도네시아의 수카르노 대통령이 수하르토에게 축출되다.
- 1985년 - 미하일 고르바초프가 소비에트 연방 공산당 서기장이 되다.
- 1990년 - 리투아니아가 소비에트 연방에서 탈퇴하고 독립을 선언하다.
- 2004년 - 스페인 마드리드 근교에서 열차 폭파 사건이 일어나 191명이 죽고 1,800명 이상이 다치다.
- 2011년 - 일본 현지 시각 14시 46분, 규모 9.0의 동일본 대지진이 발생해 후쿠시마 원전 사고로 이어졌고 이로 인해 방사능 물질이 누출됨.
- 2013년 - 조선민주주의인민공화국, 한국전쟁 정전협정의 백지화를 선언하다.
- 2014년 - 대한민국-캐나다 간 자유무역협정 협상 타결.
- 2020년 - 코로나19 바이러스의 전 세계적 확산으로, 세계보건기구가 세계적 대유행인 팬데믹 사태를 선언하다.

## 문화
- 1818년 - 메리 셸리의 소설 《프랑켄슈타인》이 출간되다.
- 1991년 - KBS 라디오서울 (AM 792㎑)이 폐국되었다.

## 탄생
- 1544년 - 이탈리아의 시인 토르콰토 타소. (~1595년)
- 1725년 - 로마의 가톨릭교회 추기경 헨리 베네딕트 스튜어트. (~1807년)
- 1811년 - 프랑스의 수학자 위르뱅 르베리에. (~1877년)
- 1886년 - 대한제국의 동양화가 고희동. (~1965년)
- 1890년 - 미국의 컴퓨터 과학자, 기술자 버니바 부시. (~1974년)
- 1916년 - 영국의 정치인, 총리 해럴드 윌슨. (~1964년)
- 1919년 - 대한민국의 정치인, 저술가 박갑동.
- 1920년 - 미국의 법조인 벤 페렌츠. (~2023년)
- 1921년 - 아르헨티나의 작곡가 아스토르 피아졸라. (~1992년)
- 1926년 - 미국의 인권운동가 랠프 애버내시. (~1990년)
- 1929년 - 대한민국의 정치인 송한철. (~1973년)
- 1930년 - 대한민국의 언론인 정광헌. (~2024년)
- 1931년
  - 독일의 문학가 야노쉬.
  - 미국의 사업가 루퍼트 머독.
- 1933년
  - 브라질의 배우 레아 가르시아. (~2023년)
  - 이탈리아의 배우 산드라 밀로. (~2024년)
  - 미국의 신학자 월터 브루거만. (~2025년)
- 1934년 - 대한민국의 관료 출신 정치인 송달용. (~2024년)
- 1935년 - 일본의 성우 키타 미치에. (~2024년)
- 1936년
  - 독일의 바이러스 학자 하랄트 추어 하우젠. (~2023년)
  - 미국의 대법관 앤터닌 스컬리아. (~2016년)
- 1937년 - 브라질의 정치인 아로우지 지 올리베이라. (~2020년)
- 1941년 - 대한민국의 정치인 이훈. (~2024년)
- 1945년 - 대한민국의 기업인 박세준. (~2024년)
- 1950년 - 미국의 보컬리스트이자 지휘자 바비 맥퍼린.
- 1952년 - 영국의 작가 더글러스 애덤스. (~2001년)
- 1953년 - 대한민국의 야구 선수 정현발. (~2023년)
- 1955년 - 독일의 가수 니나 하겐.
- 1956년 - 미국의 성우 롭 폴슨.
- 1957년
  - 대한민국의 삽화가 한성옥.
  - 러시아의 레슬링 선수 부바이사르 사이티예프. (~2025년)
- 1958년
  - 대한민국의 축구 해설자 신문선.
  - 일본의 작곡가, 싱어송라이터 오다 테츠로.
- 1959년 - 모로코의 권투 선수 압둘하크 아시크.
- 1961년 - 아랍에미리트의 제3대 대통령 무함마드 빈 자이드 알나흐얀.
- 1962년 - 소말리아의 정치인, 제9대 대통령 마하메드 압둘라히 마하메드.
- 1964년 - 미국의 정치인 윈섬 시어스.
- 1965년 - 일본의 기업인 미키타니 히로시.
- 1966년
  - 대한민국의 배우 김강일.
  - 대한민국의 정치인 강영석.
- 1967년 - 루마니아의 펜싱 선수 레카 사보.
- 1968년 - 일본의 배우, 모델, 가수 오오사와 타카오.
- 1969년
  - 대한민국의 가수 박승화.
  - 미국의 배우 테런스 하워드.
- 1970년 - 대한민국의 야구 선수 이상훈.
- 1971년 - 미국의 배우 조니 녹스빌.
- 1972년 - 일본의 가수 우아.
- 1973년 - 대한민국의 기업인 김대연.
- 1974년 - 대한민국의 가수 김윤아 (자우림).
- 1976년
  - 대한민국의 배우 박준면.
  - 대한민국의 성우 정선혜.
  - 대한민국의 성우 홍희숙.
  - 미국의 방송인 낸시 랭.
- 1977년
  - 대한민국의 가수 조성모.
  - 대한민국의 전 축구 선수 박진섭.
- 1978년
  - 대한민국의 배우 하정우.
  - 대한민국의 경찰, 정치인 이지은.
  - 코트디부아르의 축구 선수 디디에 드로그바.
- 1979년
  - 대한민국의 가수 미르.
  - 미국의 음악가 조엘 매든.
- 1980년 - 대한민국의 가수, 기타리스트 이동훈.
- 1981년
  - 미국의 가수 레토야 러켓.
  - 대한민국의 전 야구 선수 조영민.
- 1982년
  - 미국의 배우 소라 버치.
  - 대한민국의 배우 안시하.
- 1983년
  - 대한민국의 축구 선수 김영후.
  - 대한민국의 배우 최우석.
  - 대한민국의 배우 정시연.
- 1984년
  - 대한민국의 야구 선수 노경은.
  - 일본의 배우 쓰치야 안나.
- 1985년 - 대한민국의 역사 강사 이다지.
- 1986년
  - 대한민국의 정치인 이나영.
  - 일본의 가수 시노다 마리코.
  - 스위스의 스키 선수 다리오 콜로냐.
- 1987년
  - 미국의 래퍼 오케이션.
  - 일본의 라이트노벨 작가 나가츠키 탓페이.
  - 대한민국의 가수 김태현.
- 1988년
  - 대한민국의 야구 선수 윤지웅.
  - 포르투갈의 축구 선수 파비우 코엔트랑.
  - 대한민국의 배우 추수현.
- 1989년
  - 대한민국의 가수 수현 (유키스).
  - 미국의 배우 안톤 옐친.
- 1990년 - 미국의 전 야구 선수 라이언 루아.
- 1991년
  - 중국의 가수 첸링 (모닝구 무스메).
  - 이탈리아의 축구 선수 알레산드로 플로렌치.
- 1992년
  - 일본의 성우 토야마 나오.
  - 대한민국의 야구 선수 오준혁.
  - 대한민국의 농구 선수 김규희.
  - 대한민국의 가수 체스카 (피에스타).
  - 잉글랜드의 배우, 모델 사샤 파킨슨.
- 1993년
  - 대한민국의 가수 백아연.
  - 미국의 농구 선수 앤서니 데이비스.
  - 영국의 배우 조디 코머.
- 1994년 - 대한민국의 가수 신씨.
- 1995년 - 미국의 싱어송라이터 사샤 슬론.
- 1996년 - 대한민국의 농구 선수 변준형.
- 1997년
  - 대한민국의 리그 오브 레전드 프로게이머 루키.
  - 일본의 야구 선수 모모세 히로키.
- 1998년
  - 중화민국의 배우 비비안.
  - 일본의 가수 우노 산타.
- 1999년
  - 대한민국의 치어리더 이리안.
  - 일본의 크로스컨트리 스키 선수 야마시타 하루키.
- 2000년 - 대한민국의 리그 오브 레전드 프로게이머 황성훈.
- 2001년 - 대한민국의 가수 민주 (공원소녀).
- 2003년 - 일본의 가수 카도와키 미유나.
- 2004년
  - 대한민국의 축구 선수 조영광.
  - 대한민국의 연습생 최민서 (소년판타지).

## 사망
- 452년 - 북위의 제3대 황제 북위 태무제. (408년~)
- 1931년 - 독일의 영화감독 프리드리히 빌헬름 무르나우. (1889년~)
- 1955년 - 영국의 세균학자, 생물학자 알렉산더 플레밍. (1881년~)
- 1957년 - 미국의 탐험가 리처드 에벌린 버드. (1888년~)
- 1971년 - 대한민국의 독립운동가, 기업인 유일한. (1895년~)
- 2000년 - 대한민국의 희극인 최용순. (1946년~)
- 2002년 - 미국의 경제학자 제임스 토빈. (1918년~)
- 2006년
  - 대한민국의 희극인 김형곤. (1960년~)
  - 세르비아 정치인 슬로보단 밀로셰비치. (1941년~)
- 2010년 - 대한민국의 승려, 종교인, 수필가 법정. (1932년~)
- 2011년 - 대한민국의 건축가 정기용. (1945년~)
- 2020년 - 대한민국의 의사, 정치인 문태준. (1928년~)
- 2022년
  - 세르비아의 축구 선수 네보이샤 부치체비치. (1962년~)
  - 잠비아의 제4대 대통령 루피아 반다. (1937년~)
  - 일본의 물리학자 곤도 준. (1930년~)
- 2023년
  - 대한민국의 연극배우 권병길. (1946년~)
  - 대한민국의 정치인 이건영. (1926년~)
- 2024년
  - 스웨덴의 도예가 리사 라슨. (1931년~)
  - 쿠바의 권투 선수 에밀리오 코레아. (1953년~)
  - 미국의 소아마비 생존자, 변호사 폴 알렉산더. (1946년~)
- 2025년
  - 불가리아의 역도인 노라이르 누리캰. (1948년~)
  - 대한민국의 신학자 소윤정. (1971년~)
  - 일본의 가수 이시다 아유미. (1948년~)
  - 미국의 농구인 주니어 브리지먼. (1953년~)

## 기념일
- 흙의 날: 대한민국
- 미국의 조니 애플 데이(Johnny Appleseed Day)
- 리투아니아 국권 회복일

## 같이 보기
- 전날: 3월 10일 다음날: 3월 12일 - 전달: 2월 11일 다음달: 4월 11일
- 음력: 3월 11일
- 모두 보기